# Zhang Changhong
Zhang Changhong (chinesisch 张常鸿; * 14. Februar 2000 in Shandong) ist ein chinesischer Sportschütze.

## Erfolge
Zhang Changhong hatte 2013 mit der Leichtathletikdisziplin Gehen begonnen, dann aber die Sportart gewechselt, nachdem das Schießen an seiner Schule vorgestellt und er von seinem Trainer empfohlen wurde. 2014 begann er mit dem Schießsport, ein Jahr darauf trat er erstmals bei Wettkämpfen an. 2017 wurde er mit dem Luftgewehr Asienmeister bei den Junioren. Er vertrat China bei den Olympischen Jugend-Sommerspielen 2018 in Buenos Aires, bei denen er mit dem Luftgewehr in der Mixedkonkurrenz den 16. Platz belegte und im Einzel als Vierter knapp einen Medaillengewinn verpasste.
Bei den 2021 ausgetragenen Olympischen Spielen 2020 in Tokio ging Zhang im Wettbewerb mit dem Kleinkalibergewehr im Dreistellungskampf an den Start. Mit 1183 Punkten qualifizierte er sich als Zweiter für das Finale, in dem er mit 466 Punkten einen neuen Weltrekord aufstellte. Damit gewann er vor dem Russen Sergei Kamenski sowie Milenko Sebić aus Serbien die Goldmedaille und wurde Olympiasieger.